# Anaprof Apertura 2004
La ANAPROF Apertura  2004 fue la temporada del torneo de la Asociación Nacional Pro Fútbol, donde se coronó campeón fue el  Club Deportivo Árabe Unido.

## Cambios del Apertura 2004
- El número de equipos aumento de 8 a 10.
- El River Plate F.C se rebautizó Colón River FC al final del campeonato Apertura.

## Equipos del Apertura 2004
| Equipo               | Ciudad           | Estadio                             |
| -------------------- | ---------------- | ----------------------------------- |
| Alianza FC           | Ciudad de Panamá | Estadio Camping Resort              |
| Atlético Veranguense | Santiago         | Estadio Aristocles Castillo         |
| CD Árabe Unido       | Colón            | Estadio Armando Dely Valdés         |
| CD Plaza Amador      | Ciudad de Panamá | Estadio Municipal de Balboa         |
| CD Pan de Azúcar     | San Miguelito    | Estadio Javier Cruz                 |
| Colón River FC       | Colón            | Estadio Armando Dely Valdés         |
| Chorrillo FC         | Ciudad de Panamá | Estadio Municipal de Balboa         |
| San Francisco FC     | La Chorrera      | Estadio Agustín Muquita Sánchez     |
| Sporting Coclé       | Coclé            | Estadio Municipal de Ciruelito      |
| Tauro FC             | Ciudad de Panamá | Campo de Deportes Giancarlo Gronchi |

## Estadísticas del Apertura 2004
| Lugar | Equipo              | Juegos | Ganados | Empates | Perdidos | Goles A favor | Goles en contra | +/- | Puntos |
| ----- | ------------------- | ------ | ------- | ------- | -------- | ------------- | --------------- | --- | ------ |
| 1.    | CD Árabe Unido      | 18     | 14      | 1       | 3        | 31            | 16              | +15 | 43     |
| 2.    | Tauro FC            | 18     | 10      | 3       | 5        | 25            | 11              | +14 | 33     |
| 3.    | CD Plaza Amador     | 18     | 10      | 3       | 5        | 25            | 15              | +10 | 33     |
| 4.    | Chorrillo FC        | 18     | 8       | 8       | 2        | 26            | 12              | +14 | 32     |
| 5.    | San Francisco FC    | 18     | 9       | 5       | 4        | 22            | 14              | +8  | 32     |
| 6.    | Atlético Veragüense | 18     | 7       | 4       | 7        | 23            | 16              | +7  | 25     |
| 7.    | Sporting Coclé      | 18     | 5       | 6       | 7        | 21            | 25              | -4  | 21     |
| 8.    | Alianza FC          | 18     | 3       | 5       | 10       | 10            | 24              | –14 | 14     |
| 9.    | Colón River FC      | 18     | 2       | 4       | 12       | 20            | 39              | –19 | 10     |
| 10.   | CD Pan de Azúcar    | 18     | 1       | 3       | 14       | 10            | 41              | –31 | 6      |

- (Los equipos en verde señalan los clasificados a semifinales.)

### Ronda Final
|  | Semifinales     | Semifinales     | Semifinales    |                |                 | Final           | Final | Final |  |
|  |                 |                 |                |                |                 |                 |       |       |  |
|  |                 |                 |                |                |                 |                 |       |       |  |
|  | CD Plaza Amador | CD Plaza Amador | 3              |                |                 |                 |       |       |  |
|  | CD Plaza Amador | CD Plaza Amador | 3              |                |                 |                 |       |       |  |
|  | Tauro FC        | Tauro FC        | 2              |                |                 |                 |       |       |  |
|  | Tauro FC        | Tauro FC        | 2              |                | CD Plaza Amador | CD Plaza Amador | 0     |       |  |
|  |                 |                 |                |                | CD Plaza Amador | CD Plaza Amador | 0     |       |  |
|  |                 |                 | CD Árabe Unido | CD Árabe Unido | 1               |                 |       |       |  |
|  | CD Árabe Unido  | CD Árabe Unido  | CD Árabe Unido | CD Árabe Unido | 1               | 3               |       |       |  |
|  | CD Árabe Unido  | CD Árabe Unido  |                |                |                 | 3               |       |       |  |
|  | Chorrillo FC    | Chorrillo FC    | 0              |                |                 |                 |       |       |  |
|  | Chorrillo FC    | Chorrillo FC    | 0              |                |                 |                 |       |       |  |
|  |                 |                 |                |                |                 |                 |       |       |  |

| Campeón Apertura 2004:    |
| ------------------------- |
| CD Árabe Unido 7.º Título |